# Гослар
 Тази статия е за града в Германия.  За окръга вижте Гослар (окръг).  
Гослар (на немски: Goslar) е исторически и голям самостоятелен и окръжен град в Долна Саксония, Германия с 50 681 жители (към 31 декември 2013).
Страрата част на града са в Списъка на световното културно и природно наследство на ЮНЕСКО.
Градът има 18 части. През Гослар тече река Окер. Наблизо се намират градовете: Хилдесхайм (45 km), Залцгитер (30 km), Волфенбютел (30 km), Брауншвайг (40 km), Магдебург (90 km), Нордхаузен (50 km) и Гьотинген (55 km).
През 1009 г. в Гослар се състои първият имперски събор на Хайнрих II. През 1075 г. Гослар за пръв път е определен като civitas (град).